# یوآی‌پی
یوآی‌پی (انگلیسی: United International Pictures) شرکت رسانه‌ای آمریکایی است، که در سال ۱۹۸۱ تأسیس شد.